# Core Pocket Media Player
The Core Pocket Media Player (TCPMP) és un reproductor multimèdia molt versàtil amb llicència dual el desenvolupament del qual ha estat des continuat (en aquest moment contínua en desenvolupament una versió comercial cridada CorePlayer i aviat apareixerà una de lliure distribució de nom BetaPlayer). Ve en una versió de codi font tancada i una altra versió de codi font oberta GPL. Suporta els següents sistemes operatius incloent Windows, Windows CE, Windows Mobile, Palm OS i Symbian OS.
TCPMP suporta molts descodificadors d'àudio i vídeo, incloent-hi AAC, ASF, ASX, AVI, DivX, FLAC, H.263, H.264, M2V, Matroska, Monkey's Audio, MP2, MP3, Musepack, MPEG, MPG, Ogg, OGM, QuickTime, TTA, WAV, WavPack, Windows Media Video i XviD. Aquests poden estar encastats en navegadors com a Internet Explorer (per a Windows, Windows Mobile i la CE), Firefox, Netscape, Mozilla, i Opera 9 per a Windows. L'Abril de 2006 s'introduirà Apple Safari i Linux suport per a Firefox.
TCPMP va començar com un reproductor open source per a Pocket PCs anomenat Betaplayer. En el 2005 l'equip de desenvolupament porto aquest als Sistemes Operatius Palm OS, Windows i Symbian OS i també van ser creats plugins per a Internet Explorer, Firefox, Netscape, Mozilla i Opera 9 per a Windows. La versió 1.0 s'espera per a abril de 2006 amb suport per a les següents plataformes (BREW, .NET, Linux, i Mac OS X).
La versió open source GPL es troba disponible en la següent direcció TCPMP Backup Site Arxivat 2011-05-27 a Wayback Machine., mentre la versió llicenciada es trobaria disponible en TCPMP.com Arxivat 2009-06-27 a Wayback Machine. i els components llicenciats s'espera que comencin a aparèixer en dispositius encastats en el 2006.
TCPMP també té Acceleració per Maquinari per a ATI i Intel 2700 g mòbil.